# Bockendorf (Haina)
Bockendorf ist ein Ortsteil der Gemeinde Haina (Kloster) im nordhessischen Landkreis Waldeck-Frankenberg.

## Geographie
Der Ort liegt in der Buntstruth an der Schweinfe und deren Zufluss Struthbach. Im Ort treffen sich die Landesstraße 3073 und die Kreisstraße 101.

## Geschichte

### Ortsgeschichte
Die älteste bekannte schriftliche Erwähnung von Bockendorf unter dem Namen Bochendorf erfolgte einer Urkunde des Stifts Wetter in Zeit zwischen  1200 und 1220. Im Jahr 1235 gelangte das dort genannt Mannlehen an einer Hufe an das Kloster Haina.
Die vor dem Ersten Weltkrieg geplante und in Teilen schon begonnene Verlängerung der Kellerwaldbahn nach Frankenberg endete abrupt mit dem verlorenen Krieg 1918. So verpasste Bockendorf den Anschluss an die große Bahnwelt.
Hessische Gebietsreform (1970–1977)
Im Zuge der Gebietsreform in Hessen wurde die damals selbstständige Gemeinde Bockendorf zum 1. Juli 1971, freiwillig mit fünf weiteren Gemeinden, in die Gemeinde Haina/Kloster (damalige Schreibweise) als Ortsteil eingegliedert.
Für Bockendorf wurde wie für die übrigen Ortsteile von Haina (Kloster) ein Ortsbezirk mit Ortsbeirat und Ortsvorsteher nach der Hessischen Gemeindeordnung eingerichtet. Als Verwaltungssitz wurde der Ortsteil Haina/Kloster bestimmt.

### Bevölkerung
Einwohnerstruktur 2011
Nach den Erhebungen des Zensus 2011 lebten am Stichtag dem 9. Mai 2011 in Bockendorf 84 Einwohner. Darunter waren keine Ausländer.
Nach dem Lebensalter waren 12 Einwohner unter 18 Jahren, 33 waren zwischen 18 und 49, 18 zwischen 50 und 64 und 24 Einwohner waren älter.
Die Einwohner lebten in 30 Haushalten. Davon waren 3 Singlehaushalte, 9 Paare ohne Kinder und 15 Paare mit Kindern, sowie keine Alleinerziehende und keine Wohngemeinschaften. In 3 Haushalten lebten ausschließlich Senioren und in 12 Haushaltungen leben keine Senioren.
Einwohnerentwicklung
- 1577: 11 Hausgesesse[1]
- 1747: 09 Haushaltungen[1]

| Bockendorf: Einwohnerzahlen von 1834 bis 2019 | Bockendorf: Einwohnerzahlen von 1834 bis 2019 | Bockendorf: Einwohnerzahlen von 1834 bis 2019 | Bockendorf: Einwohnerzahlen von 1834 bis 2019 | Bockendorf: Einwohnerzahlen von 1834 bis 2019 |
| --- | --------------------------------------------- | --------------------------------------------- | --------------------------------------------- | --------------------------------------------- |
| Jahr |                                               |                                               |                                               | Einwohner                                     |
| 1834 | 1834                                          |                                               | 107                                           | 107                                           |
| 1840 | 1840                                          |                                               | 108                                           | 108                                           |
| 1846 | 1846                                          |                                               | 123                                           | 123                                           |
| 1852 | 1852                                          |                                               | 120                                           | 120                                           |
| 1858 | 1858                                          |                                               | 102                                           | 102                                           |
| 1864 | 1864                                          |                                               | 98                                            | 98                                            |
| 1871 | 1871                                          |                                               | 114                                           | 114                                           |
| 1875 | 1875                                          |                                               | 105                                           | 105                                           |
| 1885 | 1885                                          |                                               | 98                                            | 98                                            |
| 1895 | 1895                                          |                                               | 85                                            | 85                                            |
| 1905 | 1905                                          |                                               | 90                                            | 90                                            |
| 1910 | 1910                                          |                                               | 96                                            | 96                                            |
| 1925 | 1925                                          |                                               | 98                                            | 98                                            |
| 1939 | 1939                                          |                                               | 101                                           | 101                                           |
| 1946 | 1946                                          |                                               | 161                                           | 161                                           |
| 1950 | 1950                                          |                                               | 163                                           | 163                                           |
| 1956 | 1956                                          |                                               | 127                                           | 127                                           |
| 1961 | 1961                                          |                                               | 116                                           | 116                                           |
| 1967 | 1967                                          |                                               | 115                                           | 115                                           |
| 1980 | 1980                                          |                                               | ?                                             | ?                                             |
| 1990 | 1990                                          |                                               | ?                                             | ?                                             |
| 2000 | 2000                                          |                                               | ?                                             | ?                                             |
| 2011 | 2011                                          |                                               | 84                                            | 84                                            |
| 2019 | 2019                                          |                                               | 72                                            | 72                                            |
| Datenquelle: Historisches Gemeindeverzeichnis für Hessen: Die Bevölkerung der Gemeinden 1834 bis 1967. Wiesbaden: Hessisches Statistisches Landesamt, 1968. Weitere Quellen: LAGIS; Gemeinde Haina (Kloster); Zensus 2011 |                                               |                                               |                                               |                                               |

Religionszugehörigkeit
| • 1895: | 98 evangelische (= 100 %) Einwohner                                 |
| • 1961: | 115 evangelische (= 99,14 %), ein katholischer (= 0,86 %) Einwohner |